# Jython
 Jython (Python en Java) es un lenguaje de programación de alto nivel, dinámico y orientado a objetos basado en Python e implementado íntegramente en Java. Es el sucesor de JPython. Jython al igual que Python es un proyecto de software libre. El lenguaje de programación Jython es prácticamente idéntico a la versión 2.5 de Python.

## Ejecución
Para ejecutarlo hay que darle la siguiente línea de comandos en el intérprete de comandos del sistema.
```
java /directorio_de_jython/jython
```

Para ejecutar un programa escrito en Jython basta con agregar a la línea de comando el nombre del programa a ejecutar (que puede tener la extensión .py):
```
java /directorio_de_jython/jython programa_jython
```

## Lenguaje dinámico
Jython al igual que Python, Tcl/Tk, Ruby y otros lenguajes similares es un lenguaje dinámico. Esto quiere decir que se puede escribir y ejecutar el código de un programa al mismo tiempo. De hecho, no es necesario compilar el programa para ejecutar el código en Jython: basta con agregar en la línea de ejecución de Jython el nombre del código a correr para que Jython haga funcionar el programa. Sin embargo, esto se hace a costa del sacrificio en tiempo de ejecución del programa.

## Variables
Existen muchos tipos de variables en Jython pero los más importantes son:
1. Cadenas.
2. Números enteros.
3. Números flotantes.
4. Números largos, en este tipo de variables debe ser indicado con una l al final del número.
5. Números complejos.
6. Objetos de Java.

Las variables en Jython, como en Python, se pueden utilizar en cualquier momento del programa: no es necesario declararlas en un lugar determinado. El siguiente ejemplo muestra el uso de las variables. A la variable a se le asigna el valor 5, se imprime y luego se utiliza la variable b
```
 
a
 
=
 
5
 
# Declaramos y le asignamos a "a" un valor de 5

 
print
 
a
 
# Se imprime "a"

 
b
 
=
 
a
 
+
 
2
 
# Declaramos y asignamos a "b" el valor de a+2

 
print
 
b
 
# Se imprime "b"

```

Aunque no es necesario poner las variables en un lugar concreto, hay restricciones; el siguiente programa nos devolverá un error:
```
 
print
 
b

 
print
 
a

 
b
 
=
 
a
 
+
 
2

 
a
 
=
 
5

```

La razón es simple: ni a ni b tienen valor alguno, puesto que no han sido declaradas. Hay que inicializar las variables para utilizarlas.
Las variables tanto en Jython como en Python son genéricas y dinámicas, es decir, se pueden utilizar indistintamente para representar enteros, cadenas, flotantes, clases, etc. y pueden ser definidas o cambiadas de tipo en cualquier momento de la ejecución del programa.

## Utilizando Java en Jython
El uso de Java en Jython es bastante fácil: basta indicar qué biblioteca se va a utilizar y llamar a sus funciones como en el siguiente ejemplo:
```
 
from
 
java.util
 
import
 
Random

 
 
# Asigna una instancia de la clase "Random" a la variable "Aleatorio".

 
Aleatorio
 
=
 
Random
()

 
 
# A la variable "b" se asigna un número aleatorio flotante, del 1 hasta aproximadamente el 7.

 
b
 
=
 
Aleatorio
.
nextFloat
()
*
6
 
+
 
1

 
 
print
 
b

```

Este es un ejemplo de una pequeña ventana usando Swing:
```
from
 
pawt
 
import
 
swing

import
 
java

 

def
 
salir
(
event
):

    
java
.
lang
.
System
.
exit
(
0
)

 

frame
 
=
 
swing
.
JFrame
(
'Ejemplo Swing'
,
 
visible
=
1
)

boton
 
=
 
swing
.
JButton
(
'¡¡Este es un botón en Swing!!~'
,
 
actionPerformed
=
salir
)

frame
.
contentPane
.
add
(
boton
)

frame
.
pack
()

```